# Tour de Pologne 2020
77. ročník etapového cyklistického závodu Tour de Pologne se konal mezi 5. a 9. srpnem 2020. Závod dlouhý 911,4 km vyhrál Belgičan Remco Evenepoel z týmu Deceuninck–Quick-Step. Na druhém a třetím místě se umístili Dán Jakob Fuglsang (Astana) a Brit Simon Yates (Mitchelton–Scott).
Start závodu se uskutečnil na Slezském stadionu 5. srpna, přesně rok od úmrtí Belgičana Bjorga Lambrechta v minulém ročníku, a skončil 9. srpna v Krakově po 5 etapách. Závod se měl původně uskutečnit od 5. do 11. července, ale byl odložen kvůli pandemii covidu-19. Na památku Lambrechta bylo vyřazeno ze závodu 143, které nosil v roce 2019.

## Týmy
Závodu se zúčastnilo všech devatenáct UCI WorldTeamů společně se dvěma UCI ProTeamy a polským národním týmem. Každý tým přijel se 7 jezdci, na start se celkem postavilo 154 jezdců, z nichž 138 dojelo do cíle v Krakově.
Týmy, které se zúčastnily závodu, byly:

### UCI WorldTeamy
- AG2R La Mondiale
- Astana
- Bahrain–McLaren
- Bora–Hansgrohe
- CCC Team
- Cofidis
- Deceuninck–Quick-Step
- Groupama–FDJ
- Israel Start-Up Nation
- Lotto–Soudal
- Mitchelton–Scott
- Movistar Team
- NTT Pro Cycling
- Team Ineos
- Team Jumbo–Visma
- Team Sunweb
- Trek–Segafredo
- UAE Team Emirates

### UCI ProTeamy
- Gazprom–RusVelo
- Team Novo Nordisk

### Národní týmy
- Polsko

## Trasa a etapy
| Etapa         | Datum         | Trasa                                           | Vzdálenost | Typ      | Typ                 | Vítěz                  |
| ------------- | ------------- | ----------------------------------------------- | ---------- | -------- | ------------------- | ---------------------- |
| 1             | 5. srpna      | Stadion Śląski, Chorzów - Katowice              | 195,8 km   |          | Rovinatá etapa      | Fabio Jakobsen (NED)   |
| 2             | 6. srpna      | Opole - Zabrze                                  | 151,5 km   |          | Rovinatá etapa      | Mads Pedersen (DEN)    |
| 3             | 7. srpna      | Wadowice - Bielsko-Biała                        | 203,1 km   |          | Středně těžká etapa | Richard Carapaz (ECU)  |
| 4             | 8. srpna      | Terma Bukowina Tatrzańska - Bukowina Tatrzańska | 173 km     |          | Horská etapa        | Remco Evenepoel (BEL)  |
| 5             | 9. srpna      | Zakopane - Kraków                               | 188 km     |          | Středně těžká etapa | Davide Ballerini (ITA) |
| Celková délka | Celková délka | Celková délka                                   | 911,4 km   | 911,4 km | 911,4 km            | 911,4 km               |

## Průběžné pořadí
| Etapa          | Vítěz            | Celkové pořadí  | Bodovací soutěž  | Vrchařská soutěž    | Soutěž bojovnosti | Soutěž polských jezdců | Soutěž týmů       |
| -------------- | ---------------- | --------------- | ---------------- | ------------------- | ----------------- | ---------------------- | ----------------- |
| 1              | Fabio Jakobsen   | Fabio Jakobsen  | Fabio Jakobsen   | Kamil Małecki       | Maciej Paterski   | Kamil Małecki          | UAE Team Emirates |
| 2              | Mads Pedersen    | Mads Pedersen   | Jasper Philipsen | Julius van den Berg | Maciej Paterski   | Kamil Małecki          | UAE Team Emirates |
| 3              | Richard Carapaz  | Richard Carapaz | Luka Mezgec      | Kamil Gradek        | Maciej Paterski   | Kamil Małecki          | Bora–Hansgrohe    |
| 4              | Remco Evenepoel  | Remco Evenepoel | Diego Ulissi     | Patryk Stosz        | Maciej Paterski   | Rafał Majka            | Mitchelton–Scott  |
| 5              | Davide Ballerini | Remco Evenepoel | Luka Mezgec      | Patryk Stosz        | Maciej Paterski   | Rafał Majka            | Mitchelton–Scott  |
| Konečné pořadí | Konečné pořadí   | Remco Evenepoel | Luka Mezgec      | Patryk Stosz        | Maciej Paterski   | Rafał Majka            | Mitchelton–Scott  |

## Konečné pořadí
| Legenda | Legenda                            | Legenda | Legenda                             |
| ------- | ---------------------------------- | ------- | ----------------------------------- |
|         | Označuje vítěze celkového pořadí.  |         | Označuje vítěze bodovací soutěže.   |
|         | Označuje vítěze vrchařské soutěže. |         | Označuje vítěze soutěže bojovnosti. |

### Celkové pořadí
| Pořadí | Jezdec           | Tým                   | Čas         |
| ------ | ---------------- | --------------------- | ----------- |
| 1      | Remco Evenepoel  | Deceuninck–Quick-Step | 21h 29’ 50” |
| 2      | Jakob Fuglsang   | Astana                | + 1’ 52”    |
| 3      | Simon Yates      | Mitchelton–Scott      | + 2’ 28”    |
| 4      | Rafał Majka      | Bora–Hansgrohe        | + 2’ 32”    |
| 5      | Diego Ulissi     | UAE Team Emirates     | + 3’ 09”    |
| 6      | Kamil Małecki    | CCC Team              | + 3’ 12”    |
| 7      | Wilco Kelderman  | Team Sunweb           | + 3’ 15”    |
| 8      | Jonas Vingegaard | Team Jumbo–Visma      | + 3’ 18”    |
| 9      | Mikel Nieve      | Mitchelton–Scott      | + 3’ 18”    |
| 10     | Rui Costa        | UAE Team Emirates     | + 3’ 19”    |

### Bodovací soutěž
| Pořadí | Jezdec           | Tým                    | Body |
| ------ | ---------------- | ---------------------- | ---- |
| 1      | Luka Mezgec      | Mitchelton–Scott       | 48   |
| 2      | Jasper Philipsen | UAE Team Emirates      | 46   |
| 3      | Ryan Gibbons     | NTT Pro Cycling        | 46   |
| 4      | Diego Ulissi     | UAE Team Emirates      | 45   |
| 5      | Pascal Ackermann | Bora–Hansgrohe         | 44   |
| 6      | Szymon Sajnok    | CCC Team               | 41   |
| 7      | Davide Ballerini | Deceuninck–Quick-Step  | 38   |
| 8      | Alberto Dainese  | Team Sunweb            | 37   |
| 9      | Jakob Fuglsang   | Astana                 | 36   |
| 10     | Rudy Barbier     | Israel Start-Up Nation | 32   |

### Vrchařská soutěž
| Pořadí | Jezdec                   | Tým                   | Body |
| ------ | ------------------------ | --------------------- | ---- |
| 1      | Patryk Stosz             | Polsko                | 62   |
| 2      | Kamil Gradek             | CCC Team              | 42   |
| 3      | Nathan Haas              | Cofidis               | 36   |
| 4      | Remco Evenepoel          | Deceuninck–Quick-Step | 35   |
| 5      | Taco van der Hoorn       | Team Jumbo–Visma      | 28   |
| 6      | Chris Harper             | Team Jumbo–Visma      | 22   |
| 7      | James Whelan             | EF Pro Cycling        | 22   |
| 8      | Kamil Małecki            | CCC Team              | 19   |
| 9      | Jakob Fuglsang           | Astana                | 17   |
| 10     | Przemysław Kasperkiewicz | Polsko                | 15   |

### Soutěž bojovnosti
| Pořadí | Jezdec             | Tým              | Body |
| ------ | ------------------ | ---------------- | ---- |
| 1      | Maciej Paterski    | Polsko           | 15   |
| 2      | Kamil Małecki      | CCC Team         | 6    |
| 3      | Taco van der Hoorn | Team Jumbo–Visma | 4    |
| 4      | Kamil Gradek       | CCC Team         | 4    |
| 5      | Patryk Stosz       | Polsko           | 4    |
| 6      | Geoffrey Bouchard  | AG2R La Mondiale | 3    |
| 7      | Hugo Houle         | Astana           | 2    |
| 8      | James Whelan       | EF Pro Cycling   | 1    |
| 9      | Wout Poels         | Bahrain–McLaren  | 1    |
| 10     | Nils Eekhoff       | Team Sunweb      | 1    |

### Soutěž týmů
| Pořadí | Tým               | Čas         |
| ------ | ----------------- | ----------- |
| 1      | Mitchelton–Scott  | 64h 38’ 39” |
| 2      | Bora–Hansgrohe    | + 1”        |
| 3      | Team Sunweb       | + 1’ 40”    |
| 4      | Astana            | + 8’ 01”    |
| 5      | CCC Team          | + 11’ 26”   |
| 6      | UAE Team Emirates | + 13’ 49”   |
| 7      | Team Jumbo–Visma  | + 14’ 26”   |
| 8      | Groupama–FDJ      | + 14’ 53”   |
| 9      | Team Ineos        | + 15’ 07”   |
| 10     | Cofidis           | + 16’ 17”   |